# Wairarapa (slak)
Wairarapa is een geslacht van weekdieren uit de klasse van de Gastropoda (slakken).

## Soorten
- Wairarapa duplaris (Hedley, 1922)
- Wairarapa rebecca Vella, 1954 †